# Майя Авотінс
Майя Авотінс (англ. Maija Avotins; нар. 10 квітня 1975) — колишня австралійська тенісистка.
Найвищу одиночну позицію світового рейтингу — 398 місце досягла 8 лютого 1993, парну — 237 місце — 29 листопада 1993 року.

## ITF Фінали

### Фінали в парному розряді 8: (1-7)
| турніри $100,000 |
| турніри $75,000  |
| турніри $50,000  |
| турніри $25,000  |
| турніри $10,000  |

| Результат | No | Дата            | Турнір                         | Покриття   | Партнерка     | Суперниці                           | Рахунок       |
| --------- | -- | --------------- | ------------------------------ | ---------- | ------------- | ----------------------------------- | ------------- |
| Поразка   | 1. | 12 лютого 1990  | Аделаїда, Австралія            | Тверде     | Джоанн Ліммер | Кетрін Берклей Керрі-Енн Г'юз       | 0–6, 0–6      |
| Поразка   | 2. | 15 березня 1993 | Канберра, Австралія            | Трава      | Робін Модслі  | Кейт Макдоналд Джейн Тейлор         | w/o           |
| Поразка   | 3. | 22 березня 1993 | Ньюкасл (Австралія), Австралія | Трава      | Естер Нокс    | Кейт Макдоналд Джейн Тейлор         | 3–6, 1–6      |
| Поразка   | 4. | 28 червня 1993  | Велп, Нідерланди               | Ґрунт      | Ліза Макші    | Мартіна Гаутова Ленка Немечкова     | 5–7, 5–7      |
| Поразка   | 5. | 12 липня 1993   | Фрінтон, Велика Британія       | Трава      | Ліза Макші    | Наталія Єгорова Світлана Пархоменко | 6–4, 2–6, 6–7 |
| Поразка   | 6. | 2 серпня 1993   | Норфолк (Вірджинія), США       | Тверде     | Ліза Макші    | Сенді Шуріфонґ Ванесса Вебб         | 6–7, 4–6      |
| Поразка   | 7. | 10 жовтня 1993  | Ібаракі (Ібаракі), Японія      | Тверде (i) | Ліза Макші    | Мотідзукі Хіроко Танака Юка         | 6–4, 3–6, 6–7 |
| Перемога  | 8. | 31 жовтня 1993  | Кіото, Японія                  | Тверде     | Ліза Макші    | Ендо Мана Янагі Масако              | 7–6(5), 7–5   |